# Bjas
Bjas (hindi: ब्यास, pendż.: ਬਿਆਸ, urdu: بیاس, sanskryt: विपाशा, starogr.  Hypanis/Hyphasis, ang. Beas) – rzeka w Indiach o długości 460 km, jedna z pięciu rzek Pendżabu, od których region wziął swoją nazwę. Jej źródła znajdują się w Himalajach, w pobliżu przełęczy Rohtang La na wysokości 4062 m n.p.m. Uchodzi do rzeki Satledź w Pendżabie, na południe od miasta Amritsar.
W latach 1961–1974 zbudowano zaporę. Funkcjonująca w jej ramach elektrownia wodna  o mocy 360 MW została ukończona w latach 1978–1983a.
W wedach Bjas występuje jako Arjikuja. Znana była również w starożytnych Indiach pod nazwą Vipasa, od której prawdopodobnie pochodzi dzisiejsza forma nazwy. Grecy nazywali Bjas Hyphasis.
Rzeka Bjas jest wykorzystywana do irygacji pól uprawnych.

## Galeria

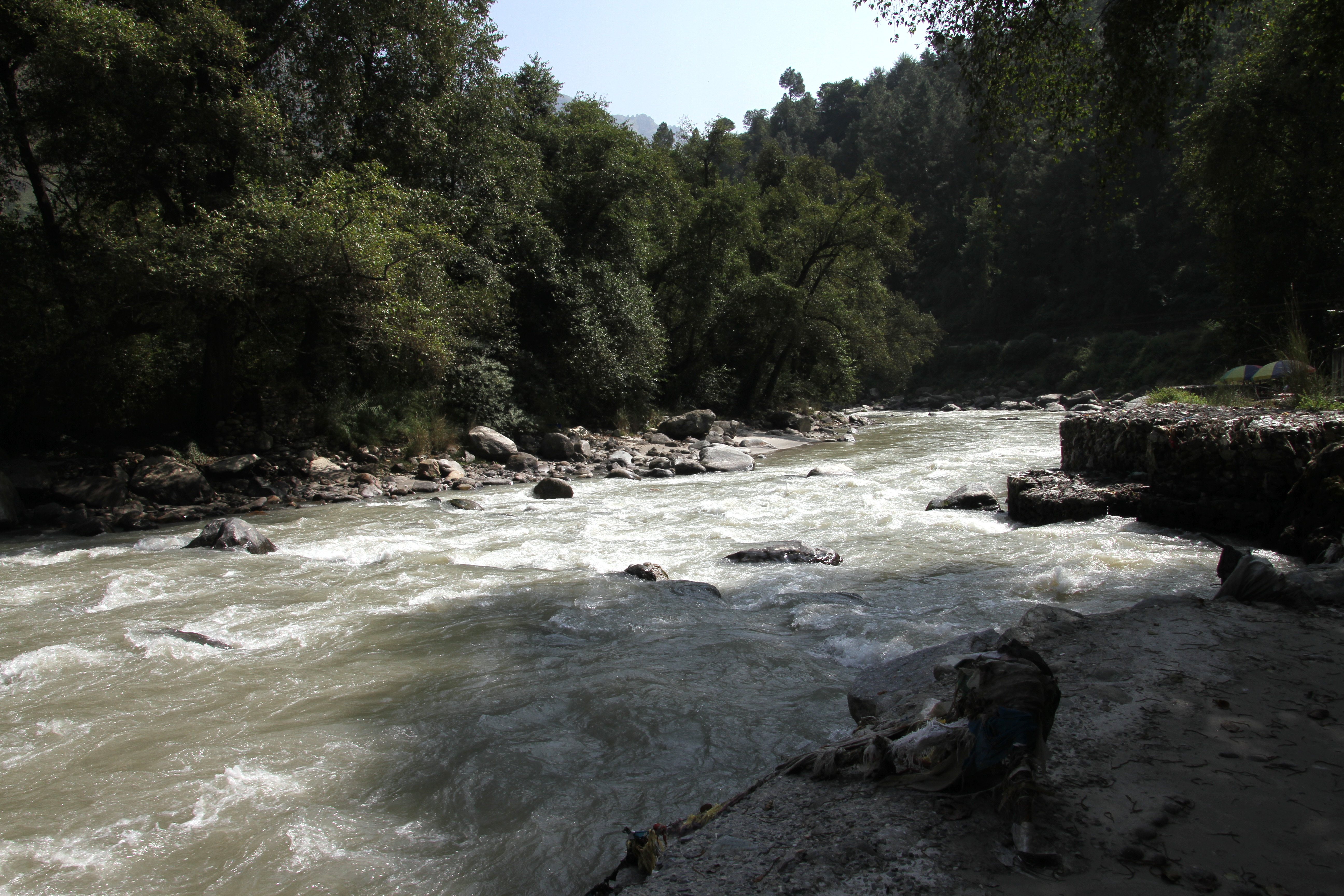
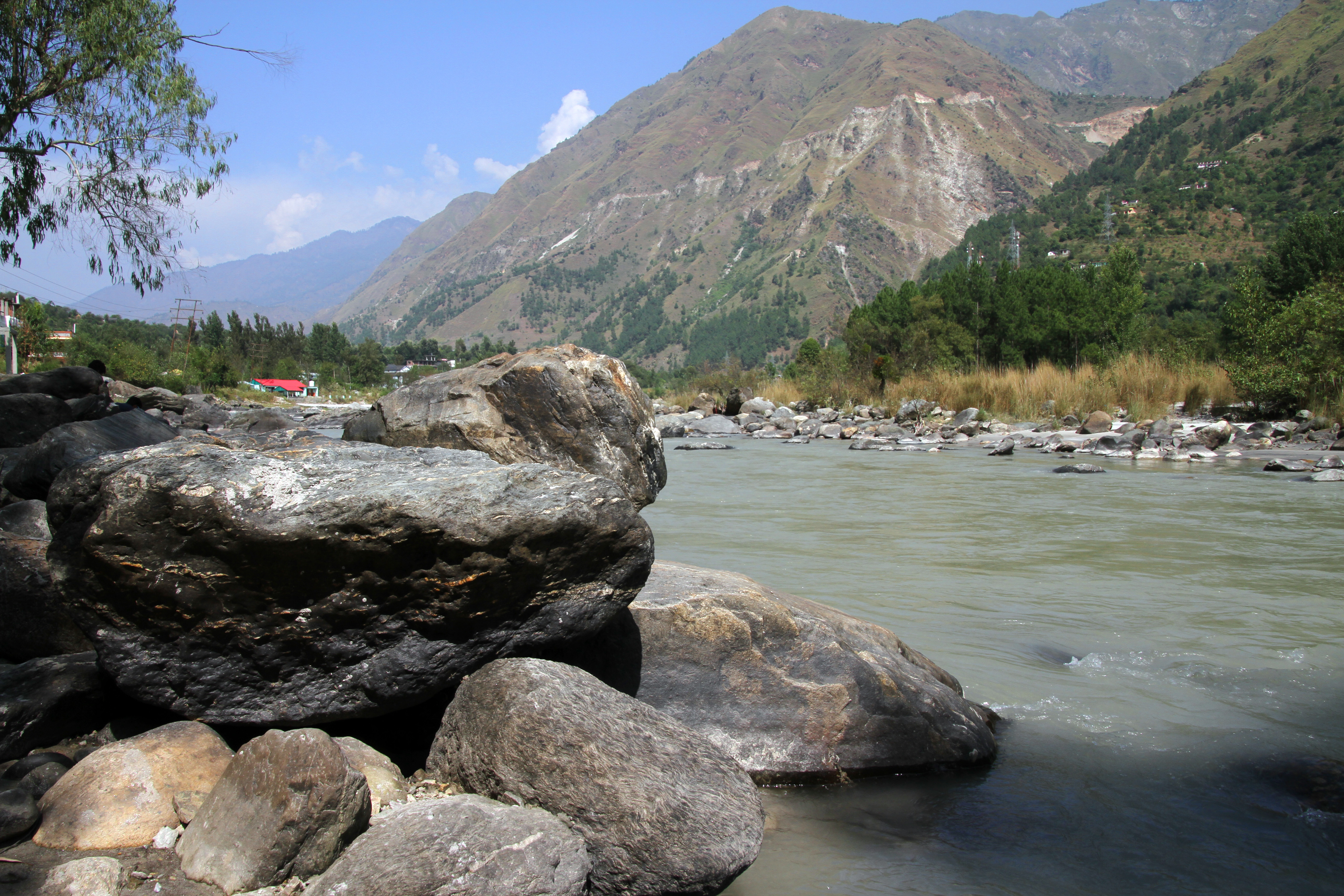
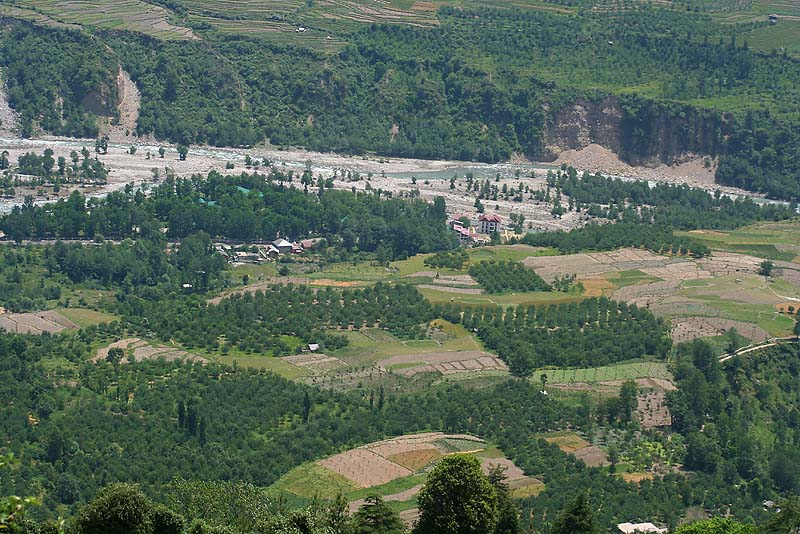
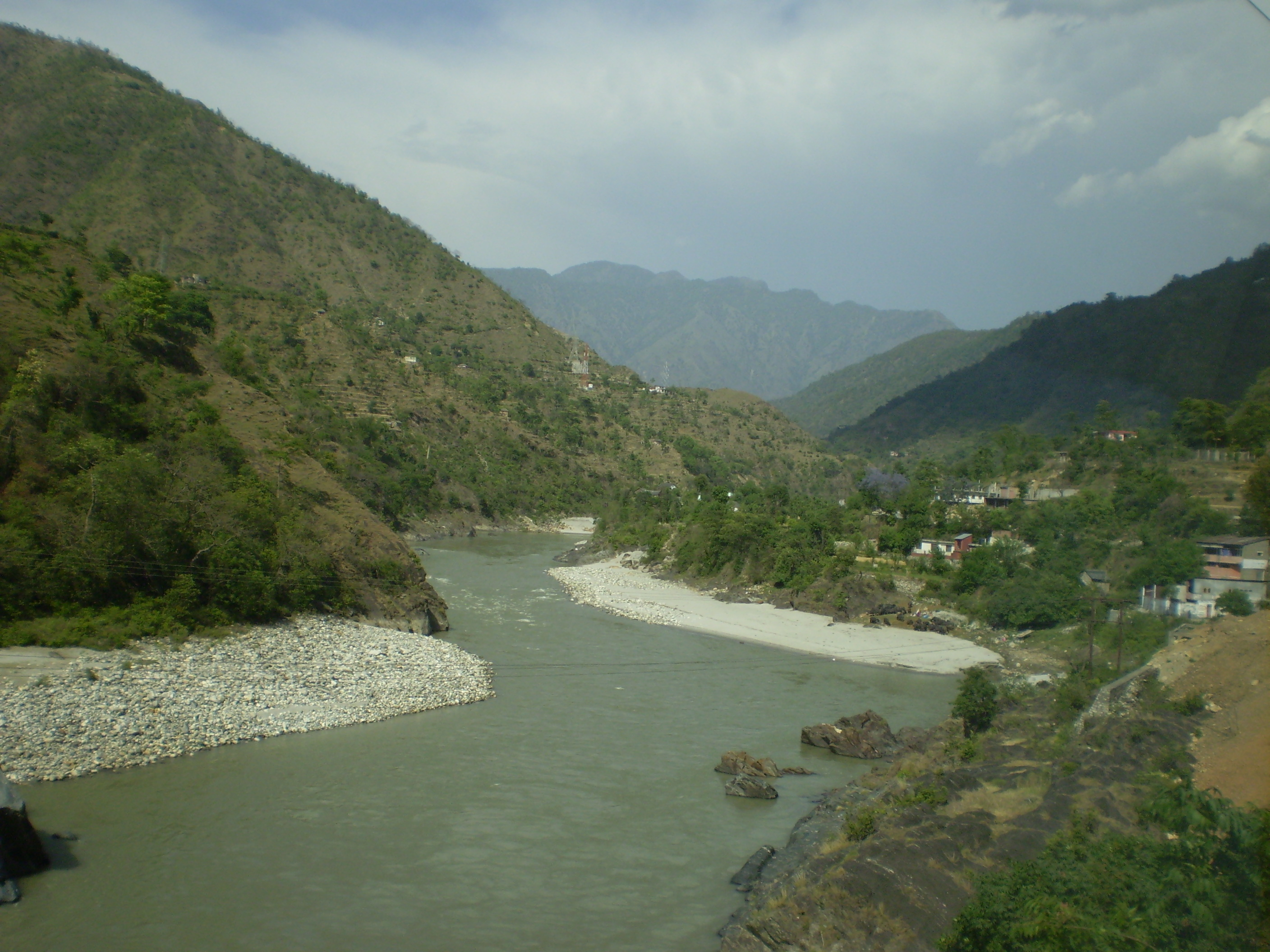
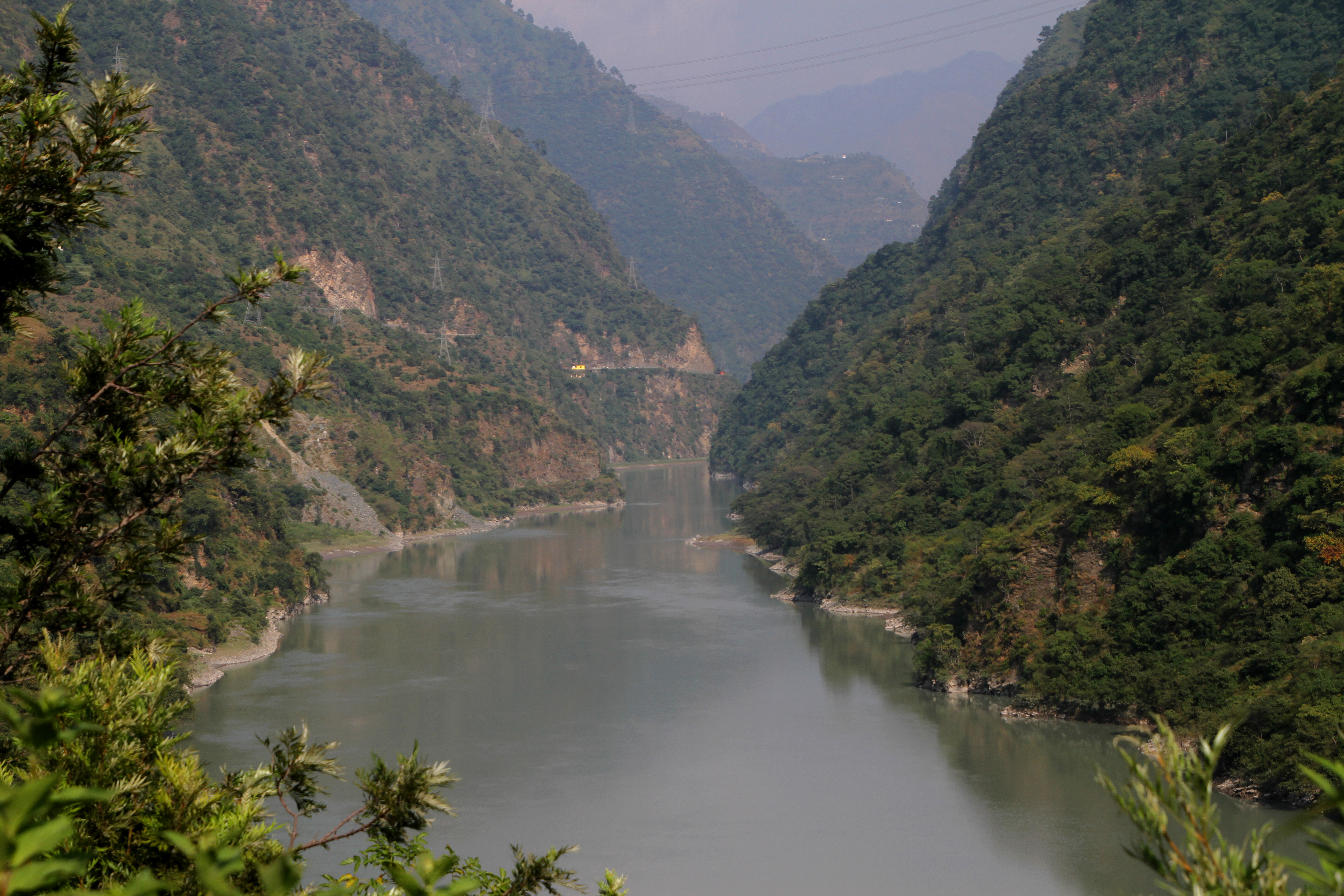